# Смирнова Марія Петрівна
Марі́я Петрі́вна Смирно́ва, уроджена Куха́рська (нар. 17 жовтня 1921 — пом. 25 вересня 2010) — радянський військовий медпрацівник, брала участь у німецько-радянській війні, гвардії лейтенант медичної служби. Нагороджена медаллю імені Флоренс Найтінгейл. Почесний громадянин міста Кокшетау (Казахстан).

## Життєпис
Народилася в селі Фернатія (нині — Кармалюківка) Балтського повіту Одеської губернії в селянській родині. Полька.
Батьки Кухарський Петро Іванович та Анастасія Семенівна переїхали до селища Слобідки Кодимського району у 1929 році. Навчалася в Слобідській залізничній школі, закінчила десятирічку з відмінним атестатом в 1941 році. Член ЛКСМУ з 1938 року.
З початком німецько-радянської війни тричі зверталась до військкомату з проханням про призов, але їй було відмовлено. 28 липня 1941 року добровільно пішла з відступаючими військами Південного фронту. Як санінструктор 3-го стрілецького батальйону 1151-го стрілецького полку 343-ї стрілецької дивізії брала участь в оборонних боях за Ростов-на-Дону, першій битві за Харків, Сталінградській битві. До жовтня 1942 року всього винесла з поля бою, попередньо надавши першу медичну допомогу, 421 пораненого, з них 307 — важкопоранених, у тому числі 227 — з особистою зброєю.
Член ВКП(б) з 1943 року. З 1943 року й до кінця війни — гвардії лейтенант, командир санітарного взводу стрілецького батальйону 289-го гвардійського стрілецького полку 97-ї гвардійської стрілецької дивізії. Перемогу зустріла поблизу Дрездена (Німеччина). За роки війни сама чотири рази була поранена, в тому числі двічі — важко.
У повоєнний час продовжувала обіймати посаду командира санітарного взводу в складі військ Центральної групи військ у Австрії. Після демобілізації у 1946 році працювала за місцем проходження військової служби чоловіка Миколи Макаровича Смирнова — в Австрії, Грузії, Брянської області.
У 1949 році переїхала до Казахстану, в селище Ленінградське Кокчетавської області, працювала санітарним фельдшером, патронажною медсестрою зі шеплень. З 1954 року — голова Кокчетавського обласного комітету Червоного Хреста і Червоного Півмісяця. У 1971 році призначена головною медичною сестрою Ленінградської районної лікарні. Згодом працювала головою Кокчетавського обласного комітету захисту миру.
Вже перебуваючи на заслуженому відпочинку, Марія Петрівна продовжувала вести значну громадську роботу, була членом обласної ради ветеранів війни і праці.
Померла 25 вересня 2010 року. Похована, згідно заповіту, в Ленінградському районі Акмолинської області.

## Нагороди і почесні звання
Була нагороджена орденами Леніна (21.10.1942), Трудового Червоного Прапора (1976), Вітчизняної війни 1-го (11.03.1985) та 2-го (03.04.1945) ступенів, Червоної Зірки (09.11.1943), двома медалями «За відвагу» (06.03.1942, 04.01.1943), іншими медалями.
У травні 1973 року Марія Петрівна Смирнова (Кухарська) Комітетом Міжнародного Червоного Хреста за надану медичну допомогу в роки Другої світової війни та надання допомоги в мирний час була нагороджена найвищою нагородою Міжнародного Комітету Червоного Хреста — медаллю імені Флоренс Найтінгейл.
У 1976 році була удостоєна звання «Відмінник охорони здоров'я СРСР». У березні 2001 року присвоєно звання «Почесний громадянин міста Кокшетау».

## Пам'ять
У липні 2015 року в місті Кокшетау на стіні будинку, в якому мешкала легендарна фронтова медична сестра Марія Смирнова (Кухарська), встановлено меморіальну дошку.